# 理查德·赫克
理查德·弗雷德·赫克（英語：Richard Fred Heck，1931年8月15日—2015年10月10日），美国化学家，因在「有机合成中的鈀催化交叉偶联反应」方面做出贡献而與根岸英一、铃木章共同獲2010年诺贝尔化学奖。他最主要的贡献是发现赫克反应，即钯催化的芳卤与烯烃间的偶联反应。

## 生平
赫克1931年生于美国马萨诸塞州斯普林菲尔德。1952年和1954年，分别在加州大学洛杉矶分校取得理学学士和博士学位，指导教授是化学家绍尔·温施泰因（Saul Winstein）。完成博士后之后，他前往苏黎世联邦理工学院，不久后又回到加州大学洛杉矶分校。1957年，他开始在位于威尔明顿的赫克力士公司（Hercules）工作。在那里期间，他的研究屡出成果，使得他在1971年进入特拉华州大学的化学与生物化学系就职。他在特拉华大学一直工作到1989年退休。
赫克对现今称为赫克反应（亦称沟吕木-赫克反应）的研究，始于他20世纪60年代晚期，对芳基汞化合物与烯烃在钯催化下的偶联反应的研究。当时赫克将研究发现发在《美国化学会刊》上，发了连号的7篇文章，这些文章的作者却只有他一位。
70年代早期，日本化学家沟吕木勉和赫克各自报道了使用毒性较低的芳卤作为偶联底物的反应。赫克在此发现后，不断对反应条件进行研究，试图优化，将其发展为有机合成中有实际且重要用途的合成策略。
赫克反应自发现起，其在有机合成中的重要性便迅速增长。1982年，赫克在《有机反应》上仅用45页，便可总结当时赫克反应的应用实例。但到2002年，发在《有机反应》期刊上，仅与分子内赫克反应相关的文章，就已达377页。现今，赫克反应是有机合成中构建碳-碳键的常用方法之一。对于该反应，文献中有多篇综述文章。
在2006年退休後，與菲律賓籍妻子居住在馬尼拉。2012年，其妻去世，由其侄子照顧其生活。2013年後，因身體健康轉差，頻繁出入醫院，用盡家產。于2015年10月10日在马尼拉的医院中逝世。在这周早些时候他曾发生过严重的呕吐反应。

## 其他钯催化的偶联反应

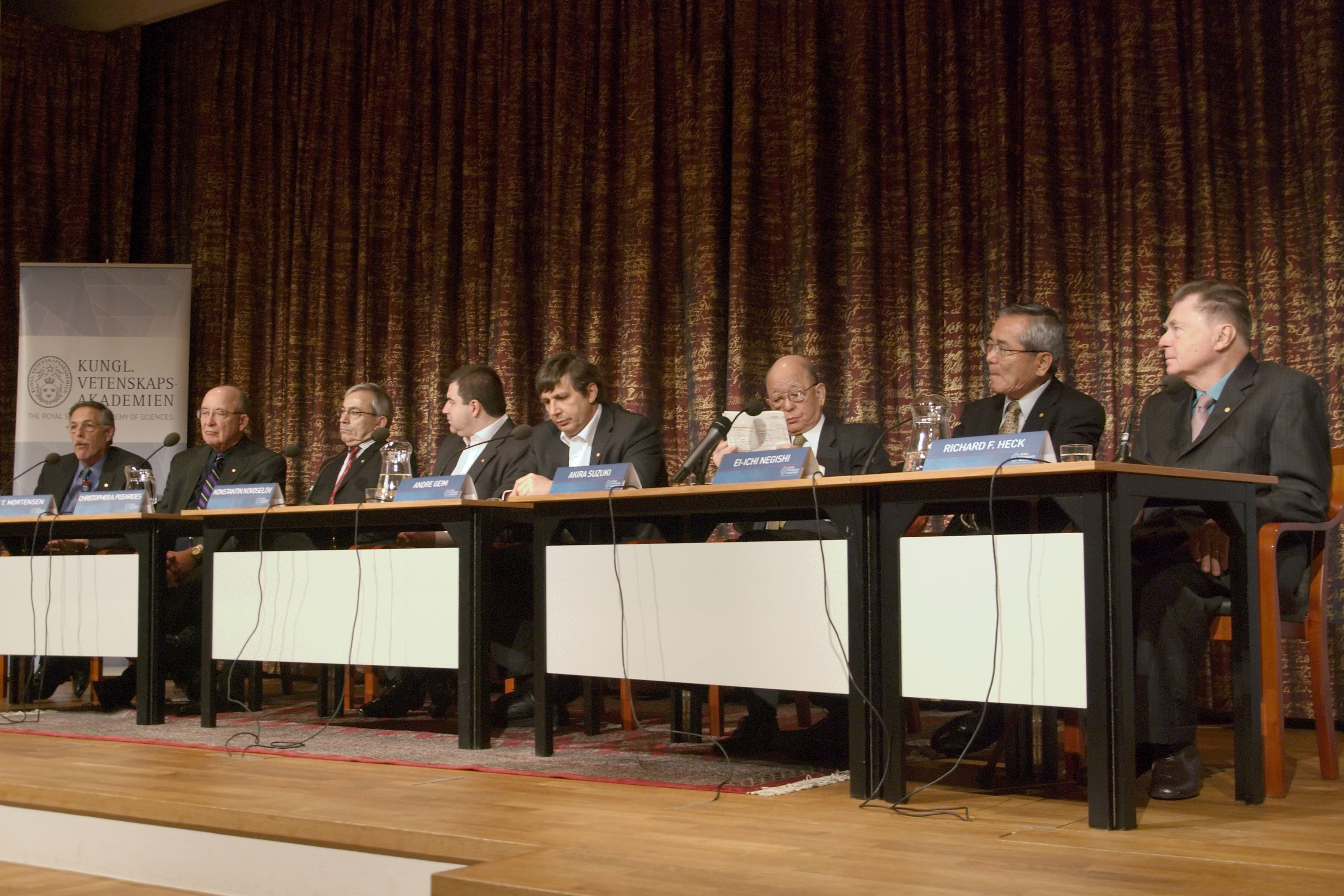
彼得·戴蒙德、戴尔·莫滕森、克里斯托弗·皮萨里德斯、康斯坦丁·诺沃肖洛夫、安德烈·海姆、鈴木章、根岸英一以及理查德·赫克，2010年諾貝爾獎得主在瑞典皇家科學院召開記者會

赫克反应成为其他日后发现的众多钯催化偶联反应的基础，这些反应包括芳卤与烷基硼酸间的Suzuki-Miyaura偶联反应、使用有机锡的Stille偶联反应、使用有机镁的Kumada-Corriu偶联反应、使用硅烷的Hiyama偶联反应、利用有机锌的Negishi偶联反应，以及以醇和胺为底物的反应等。这些钯催化的偶联反应是目前有机合成和工业生产中常用的合成策略。
曾被赫克研究的一个以炔烃为底物的偶联反应，1975年被日本化学家薗头健吉研究，后者向反应液中加入亚铜盐以改进反应产率，取得较好的结果。这一偶联反应现称为薗头偶联反应，亦是有机合成重要技术之一。将荧光染料与DNA碱基偶联时用到的就是该反应，而偶联是自动DNA测序和阐明人类基因组时的重要环节。
除发现卤代烃可通过与钯(0)氧化加成而活化外，赫克也是首位对π-烯丙金属络合物进行结构分析（JACS 82: 750）和首位阐明烯烃氢甲酰化机理（JACS 83:4023）的化学家。氢甲酰化反应现在用于制取各类醇、醛，每年产量高达150亿磅（6800万吨）。

## 荣誉奖项
赫克1989年从德拉瓦大学退休后，仍为那里的化学与生物化学系名誉教授。德拉瓦大学自2004年起，也将一个讲座教授职位以赫克的名字命名。2006年，赫克获赫尔伯特·C·布朗创新合成方法研究奖。2010年10月6日，瑞典皇家科学院宣布将2010年诺贝尔化学奖颁给赫克及日本化学家根岸英一和铃木章，以表彰他们在“有机合成中钯催化的交叉偶联反应”方面的贡献。

## 延伸阅读
- Negishi, E. . Journal of Organometallic Chemistry. 1999, 576: XV. doi:10.1016/S0022-328X(98)01136-X.